# San Sebastián (Comayagua)
San Sebastián (uit het Spaans: "Sint-Sebastiaan") is een gemeente (gemeentecode 0317) in het departement Comayagua in Honduras.
Het dorp is in 1759 gesticht met de naam El Rincón del Mico. Daarna veranderde de naam in Santo Domingo en uiteindelijk in San Sebastián. De gemeente hoorde bij het departement La Paz, tot het in 1877 bij Comayagua werd gevoegd. De kerk stamt uit 1890.
Het dorp bevindt zich aan de rivier Chichinguara, tussen de hoogvlaktes El Lajero, Las Cabeceras en La Bruja.
Sinds de Humuya zich in 1897 van de gemeente afsplitste, bestaat het grondgebied van San Sebastián uit twee delen van ongeveer gelijke grootte die niet met elkaar verbonden zijn. In feite heeft de gemeente dus een exclave.

## Bevolking
De bevolking is als volgt verdeeld:
| Vrouwen | 1874 | 51,6% |
| Mannen  | 1757 | 48,4% |

## Dorpen
De gemeente bestaat uit drie dorpen (aldea), waarvan de grootste qua inwoneraantal: San Sebastián (code 031701) en La Peñita (031703).